# Yekkeh Shākh
Yekkeh Shākh (persiska: یکه شاخ) är en ort i Iran.   Den ligger i provinsen Nordkhorasan, i den nordöstra delen av landet, 600 km öster om huvudstaden Teheran. Yekkeh Shākh ligger 1 137 meter över havet och antalet invånare är 153.
Terrängen runt Yekkeh Shākh är kuperad. Runt Yekkeh Shākh är det ganska tätbefolkat, med 72 invånare per kvadratkilometer. Närmaste större samhälle är Kalāteh-ye Shohadā-ye Nāveh, 13,6 km nordväst om Yekkeh Shākh. Omgivningarna runt Yekkeh Shākh är i huvudsak ett öppet busklandskap.